# Station Kraków Nowa Huta Północ
Station Kraków Nowa Huta Północ is een spoorwegstation in de Poolse plaats Krakau.